# Erannis pallida
Erannis pallida là một loài bướm đêm trong họ Geometridae.